# Sin-leqi-unninni
Sin-leqi-unninni lub Sin-liqe-unninni – babiloński kapłan i skryba, żyjący najprawdopodobniej pomiędzy XIII a XI w. p.n.e., któremu w mezopotamskiej tradycji piśmienniczej przypisywano autorstwo standardowej akadyjskiej wersji Eposu o Gilgameszu.

## Imię
W mezopotamskich źródłach pisanych spotykane są różne formy zapisu imienia tego kapłana, np. md30-TI-ÉR, md30-le-eq-ÉR, md30-li-qí-un-nin-ni, mdSUEN-TI-A.RA.ZU czy dEN.ZU-le-eq-un-nin-ni. Zdaniem uczonych imię to po akadyjsku odczytywać należy jako Sîn-lēqi-unninni (tłum. „Sin jest tym, który przyjmuje modlitwę”), ewentualnie Sîn-liqe-unninnī (tłum. „O Sinie, przyjmij mą modlitwę”).

## AutorstwoEposu o Gilgameszu
Zgodnie z kolofonem umieszczonym na kopii standardowej wersji Eposu o Gilgameszu, pochodzącej z biblioteki Aszurbanipala z Niniwy, to właśnie Sin-leqi-unninni miał być autorem tego eposu. Przekonanie to było dość rozpowszechnione wśród Babilończyków i Asyryjczyków, o czym świadczyć może m.in. pewien tekst nowoasyryjski, znany obecnie pod nazwą Katalogu tekstów i autorów, gdzie ustęp poświęcony Eposowi o Gilgameszu brzmi następująco: „Seria Gilgamesza, (pochodząca) z ust Sin-leqi-unninni” (éš.gàr dgilgameš : ša pi-i md30-li-qí-un-nin-ni). Z czasem Sin-leqi-unninni zyskał niemal legendarny status, a wielu z żyjących nawet kilkaset lat później skrybów i kapłanów wymieniało go chętnie jako swego „przodka”. Pamięć o Sin-leqi-unninni wciąż była jeszcze żywa w okresie panowania w Babilonii Seleucydów (III w. p.n.e.). Dowód na to znaleźć można w tekście z tego okresu znanym pod nazwą Uruckiej listy królów i mędrców, będącym listą legendarnych i historycznych władców Mezopotamii oraz współczesnych im mędrców i uczonych. W tekście tym jego autor wymienia Sin-leqi-unninni jako legendarnego uczonego (ummânu), który żyć miał za panowania króla Gilgamesza. Dodatkowo na końcu tego tekstu znajduje się kolofon, w którym skryba który skopiował ten tekst przypisuje sobie nawet „pokrewieństwo” z Sin-leqi-unninni: „Tabliczka Anu-belszunu, syna Nidintu-Anu, potomka Sin-leqi-unninni, kapłana lementacyjnego pary boskiej Anu i Antu”.